# 吳大勳
吳大勳（?—?），贵州畢節人，清朝政治人物、同進士出身。
乾隆五十五年（1790年）清高宗八旬庚戌恩科進士，三甲三十九名，官福建晉江縣知縣。